# Anton Gregorčič

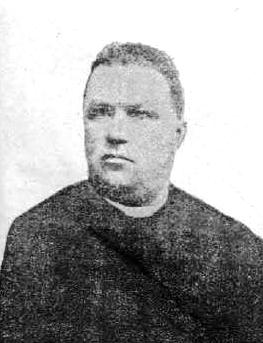
Anton Gregorčič

Anton Gregorčič (* 2. Jänner 1852 in Vrsno, Gemeinde Libušnje, Görz und Gradisca (heute Gemeinde Kobarid); † 7. März 1925 in Görz, Italien) war ein österreichisch-slowenischer katholischer Theologe, Journalist und Politiker. Er war von 1891 bis 1918 Abgeordneter zum österreichischen Reichsrat sowie Abgeordneter zum Landtag von Görz und Gradisca (1885–1889 und 1890–1918) und dort von 1895 bis 1913 Landeshauptmann-Stellvertreter.

## Leben
Anton Gregoričič wurde als Sohn des Landwirts Ivan Gregoričič geboren. Er besuchte die Volksschule in Libušnje/Libussina und war ab 1859 Zögling des bischöflichen Knabenseminars in Görz. Er besuchte zwischen 1863 und 1871 das Gymnasium in Görz und bildete sich von 1871 bis 1875 am Görzer Priesterseminar weiter. Im Jahr 1875 empfing er die Priesterweihe. Er setzte seine theologischen Studien zwischen 1875 und 1879 am höheren Priesterbildungsinstitut zum Hl. Augustin (Frintaneum) in Wien fort und promovierte 1879 zum Dr. theol.
Gregoričič arbeitete ab 1880 als Supplent und von 1881 bis 1910 als Professor für Dogmatik am Priesterseminar in Görz. Zudem war er von 1881 bis 1902 dort Professor für Fundamentaltheologie. Ab 1882 betätigte er sich auch journalistisch, wobei er von 1882 bis 1889 und von 1892 bis 1899 als Redakteur der Zeitung Soča wirkte. Er gründete 1889 zudem die Zeitung Nova Soča und betätigte sich bis 1892 als deren Herausgeber. Er schrieb außerdem für das Wochenblatt Gorica (1899–1914), die Zeitung Primorski list (Küstenländische Zeitung, 1901–1914) sowie die Goriški list (Görzer Zeitung, 1914). 
Zudem wirkte er als führender slowenisch-katholischer Vereins- und Genossenschaftsfunktionär in Görz. Gregoričič war von 1886 bis 1888 sowie von 1890 bis 1906 Obmann des Zweigvereins Görz des slowenischen Schulvereins Družba Sv. Cirila in Metoda. Er half mit 1885 die Eröffnung der ersten slowenischen Mädchenvolksschule vorzunehmen und bewirkte zudem 1910 die Eröffnung des ersten slowenischen Gymnasiums in Görz. Zudem war er Mitbegründer der Druckereien Goriška tiskarna und Narodna tiskarna sowie des Genossenschaftsverbands Zadružna zveza. Zudem war er 1900 Gründungsobmann der slowenischen Zentral-Vorschusskasse in Görz und 1904 des Goriška zveza gospodarskih zadrug in društev (Görzer Verband der slowenischen Wirtschaftsgenossenschaften und -vereine).

## Politik und Funktionen
Gregoričič wurde 1885 erstmals als Vertreter des Großgrundbesitzes in den Landtag von Görz und Gradisca gewählt. Er wurde 1890 als Vertreter der Landgemeinden der Gerichtsbezirke Kirchheim, Flitsch und Tolmein in den Landtag wiedergewählt und wirkte als Vertreter dieses Wahlkreises bis 1918 im Landtag. In Görz und Gradisca war Gregoričič zudem von 1895 bis 1913 Landeshauptmann-Stellvertreter und von 1902 bis 1913 Mitglied des Landesausschusses.
Gregoričič arbeitete sehr eng mit dem Görzer Landeshauptmann Alfred Coronini-Cronberg zusammen und kooperierte auch mit den italienischen Liberalen um Luigi Pajer de Monriva, was ihm andere slowenische Politiker zum Vorwurf machten. Er wurde 1883 Mitglied des Ausschusses des katholisch-konservativen politischen Vereins Sloga in Görz und hatte von 1889 bis 1907 die Funktion des Obmanns inne. 1897 kam es unter den Görzer Slowenen zu einer Spaltung, nachdem Gregoričič von Henrik Tuma und Andrej Gabršček aus dem Kreditinstitut Ljudska posojilnica hinausgedrängt worden war und sich die Narodno-napredna stranka von der Sloga abspaltete. Er gründete daraufhin die Centralna posojilnica und stellte sich gegen slowenische Liberale wie Tonkli und Tuma. Er verblieb zudem in der Sloga, die 1906 in Slovenska ljudska stranka umbenannt wurde. 1909 wurde Gregoričič Mitglied der Vseslovenska ljudska stranka (Allslowenische Volkspartei).
Gregoričič wurde am 9. April 1891 als Vertreter des Landgemeindenwahlkreises 1 (Görz, Canale, Haidenschaft, Tolmein, Kirchheim, Sesana, Comen) des Kronlandes Görz und Gradisca in das Abgeordnetenhaus des österreichischen Reichsrates gewählt. Er gehörte dem Abgeordnetenhaus bis zum 12. November 1918 an, wobei er von 1897 bis 1907 Vertreter der allgemeine Wählerklasse und von 1907 bis 1918 Vertreter des Wahlbezirks Görz und Gradisca 6 (Tolmein, Kirchheim, Canale, Karfreit, Flitsch) war.
Im Abgeordnetenhaus schloss sich Gregoričič 1891 dem Klub der Konservativen an, per 23. November 1893 wechselte er in den Hrvatsko-slovenski klub (Kroatisch-slowenischer Klub). Er war in der Folge ab 1897 Mitglied des Slovanska krščansko-narodna sveza (Slawischer christlich-nationaler Verband), ab 1901 Mitglied des Slawisches Zentrums und ab 10. Juni 1902 Mitglied des Slovanska zveza (Slawischer Verband). Danach war er ab 1907 Klubmitglied des Slovenski Klub (Slowenischer Klub), ab 1911 der Hrvatsko slovenska zajednica (Kroatisch-slowenische Vereinigung) im Hrvatsko slovenski Klub (Kroatisch-slowenischer Klub) und ab 29. Mai 1917 Jugoslovanski klub (Südslawischer Klub)
Gregoričič galt als pragmatisch eingestellter Konservativer, der viele seiner Ideen umsetzen konnte.
Während des Ersten Weltkriegs verblieb Gregoričič in Wien und engagierte sich für Görzer Kriegsflüchtlinge. 1917 unterzeichnete er die Mai-Deklaration. Nach dem Ende des Krieges kehrte er in das nunmehr italienisch gewordene Görz (Gorizia) zurück. Er engagierte sich für die Rechte der slowenischen Minderheit, konnte jedoch die Schließung der slowenischen Schulen nicht verhindern. Er gründete 1920 den Verlag Goriška matica mit dem er die Italianisierung der Slowenen bekämpfen wollte.